# Moment cristal·lí

Hi ha un nombre infinit d'oscil·lacions sinusoïdals que s'ajusten perfectament a un conjunt d'oscil·ladors discrets, cosa que fa impossible definir un vector k de manera inequívoca. Aquesta és una relació de les distàncies entre oscil·ladors amb la freqüència espacial de les ones de Nyquist a la xarxa. Vegeu també Aliàsing per obtenir més informació sobre l'equivalència de k-vectors.

En la física de l'estat sòlid, el moment cristal·lí o quasimomentum és un vector semblant al moment associat amb electrons en una xarxa cristal·lina. Es defineix pels vectors d'ona associats {\displaystyle \mathbf {k} } d'aquesta estructura, segons
{\displaystyle {\mathbf {p} }_{\text{crystal}}\equiv \hbar {\mathbf {k} }}
(on {\displaystyle \hbar } és la constant de Planck reduïda). Sovint, el moment del cristall es conserva com el moment mecànic, el que el fa útil per als físics i els científics de materials com a eina analítica.
La modulació de fase de l'estat de Bloch {\displaystyle \psi _{n}({\mathbf {x} })=e^{i{\mathbf {k} {\mathbf {\cdot x} }}}u_{n{\mathbf {k} }}({\mathbf {x} })} és el mateix que el d'una partícula lliure amb moment {\displaystyle \hbar k}, és a dir {\displaystyle k} dona la periodicitat de l'estat, que no és la mateixa que la de la xarxa. Aquesta modulació contribueix a l'energia cinètica de la partícula (mentre que la modulació és totalment responsable de l'energia cinètica d'una partícula lliure).

Un paquet d'ones amb dispersió, que fa que la velocitat del grup i la velocitat de fase siguin diferents. Aquesta imatge és una ona real unidimensional, però els paquets d'ones d'electrons són ones complexes tridimensionals.

A les regions on la banda és aproximadament parabòlica, el moment del cristall és igual al moment d'una partícula lliure amb moment {\displaystyle \hbar k} si assignem a la partícula una massa efectiva que està relacionada amb la curvatura de la paràbola.